# Asplenidictyum curtidens
Asplenidictyum curtidens là một loài dương xỉ trong họ Aspleniaceae. Loài này được Nakai mô tả khoa học đầu tiên năm 1952.
Danh pháp khoa học của loài này chưa được làm sáng tỏ. 